# La Indioteria
La Indioteria (popularment sa Indioteria) és una barriada de la ciutat de Mallorca de la zona nord, entre Son Sardina, el Viver, la Cabana i el Pla de Son Nebot. El nucli històric es troba a la zona on es troben el camí Roig, la carretera de Bunyola, el camí de Can Mallol i el camí dels Reis, si bé l'àrea urbana ha crescut molt d'ençà de la construcció de tot un conjunt de pisos al sud del nucli antic i del polígon de Son Castelló. Administrativament, hi ha dues barriades que, actualment, porten el nom de la Indioteria: la Indioteria (rural), la part antiga; i la Indioteria (urbà), el polígon industrial i la part nova.

## Història
A la començança del segle xviii, la zona de l'actual Indioteria era una zona agrícola ocupada per grans possessions, entre el Pla de Son Nebot i Son Sardina, principalment Son Orpina, Son Castelló, Son Hugo, Son Estaca i Son Daviu. A mitjan segle comencen a aparèixer els primers establits sobre el camí de Bunyola, com s'Hostalet i qualcun altre.
A final del segle xviii i començament del segle XX és quan es comença a establir la zona, per mitjà de la parcel·lació de parts de les grans possessions de la zona i, principalment, de Son Orpina. D'aquesta manera nasqué un nucli consolidat i estructurat en petites propietats familiars, situat dins l'espai format pel camí dels Reis, el camí Roig i el camí Vell de Bunyola, fins al Torrent Gros.
Pel que fa a l'estructura socioeconòmica de la barriada, els primers indioters eren majoritàriament petits propietaris que explotaven directament les terres pel seu compte, amb poques excepcions d'amitgeria i d'arrendament. La principal activitat econòmica era l'agricultura tant de secà com de regadiu, complementada amb les aportacions que pogués fer la ramaderia domèstica, que, baldament el nom del lloc indiqui allò contrari, no estava enfocada en els indiots.
L'església parroquial de Sant Josep del Terme data de 1878, i inclou tota la zona de la Indioteria i el Pla de Son Nebot. Anteriorment, la major part de la Indioteria era part de la parròquia de Sant Jaume, mentre que la part al sud-est del camí de Bunyola era de la parròquia de Sant Miquel i les del Pla de Son Nebot pertanyien a l'església de Sant Marçal de Marratxí.

### El nom
La primera documentació del topònim data de 1836 sota el nom genèric d'Endioters (partint de la forma popular mallorquina del nom de l'indiot, endiot), també Cals endioters. Hom pensa que el nom es podria deure al fet que al redol hi havia força dedicació a la cria d'indiots, o bé que fos un lloc de repòs en la ruta dels indioters cap a ciutat, per tal com sembla que, a Marratxí, la cria d'indiots era prou significativa.
Cap a 1860 la forma evoluciona cap a un nom més genèric, Pla dels Indioters i cap a 1870 apareixen els noms de Pla de la Indioteria i, finalment, la Indioteria.
Cap a 1878, quan el topònim ja es documenta prou sovint per pensar que estava consolidat, es començà a bastir la parròquia, un indici que la barriada ja tenia una certa entitat. Arran d'això, les autoritats eclesiàstiques exerciren pressió perquè el nom de Sant Josep substituís el popular de la Indioteria, un assaig que hom documenta en els escrits parroquials de finals del XIX i començament del XX, els quals eviten al màxim de fer servir el topònim popular i el miren de substituir pel de Sant Josep.

## Demografia
El 2015 tenia 5040 habitants, 3477 a la Indioteria urbana i 1563 a la rural.

## Instal·lacions i serveis
S'hi pot accedir amb de les línies 10, 11 i 34, com també la línia de nit 43, de l'EMT.
En aquest barri es troba també la seu local de la UNED.

## La Indioteria (rural)
A nivell administratiu, aquesta zona limita per llevant amb el terme municipal de Marratxí amb el Torrent Gros i Son Reus, al nord amb el terme municipal de Bunyola per Son Reus i Palmanyola, a ponent amb Son Sardina per la carretera de Sóller i al sud amb la Indioteria (urbà) pel Camí dels Reis, el carrer del Gremi de Tintorers, la plaça de la Indioteria i la plaça de Miquel Riera i Perelló.
Aquesta zona està formada pel nucli antic de la Indioteria, de tipus semiurbà, i tota la zona rural al nord del camí dels Reis, la qual popularment i històricament no es percep com a part de la Indioteria.

## La Indioteria (urbà)
A nivell administratiu, aquesta zona limita a ponent amb el Secar de la Real per la carretera de Sóller, al sud amb l'Amanecer i l'Olivera per la via de Cintura, a llevant amb Son Cladera per l'autopista d'Inca i al nord amb la Indioteria (rural) pel camí dels Reis, el carrer del Gremi de Tintorers, la plaça de la Indioteria i la plaça de Miquel Riera i Perelló.
A més de la possessió de Son Castelló, avui desapareguda, el polígon s'estén per les antigues terres de Son Orpina, Son Rigo, Son Estaca, Can Digadarra, Son Llorenç i Son Daviu.